# Lyrocarpa linearifolia
Lyrocarpa linearifolia är en korsblommig växtart som beskrevs av Reed Clark Rollins. Lyrocarpa linearifolia ingår i släktet Lyrocarpa och familjen korsblommiga växter. Inga underarter finns listade i Catalogue of Life.